# Vuelta a España 2023/17. Etappe
Die 17. Etappe der Vuelta a España 2023 fand am 13. September 2023 statt und endete mit der achten und anspruchsvollsten Bergankunft der 78. Austragung des spanischen Etappenrennens. Die Strecke führte von Ribadesella über 124,4 Kilometer auf die Alto de Angliru, auf der sich das Ziel auf einer Höhe von 1558 Metern befand. Die Auffahrt des Angliru gilt mit ihren Rampen von bis zu 24 % als eine der schwierigsten im Straßenradsport. Nach der Zielankunft hatten die Fahrer insgesamt 2492,6 Kilometer absolviert, was 78,9 % der Gesamtdistanz der Rundfahrt entspricht.
Nach der 13. Etappe feierte die Jumbo-Visma Mannschaft erneut eine Dreifach-Sieg, wobei sich diesmal Primož Roglič zeitgleich vor Jonas Vingegaard durchsetzte. Der Gesamtführende Sepp Kuss erreichte das Ziel mit einem Rückstand von 19 Sekunden nachdem er dem Tempo seiner Teamkollegen rund drei Kilometer vor dem Ziel nicht mehr hatte folgen können. Der US-Amerikaner verteidigte jedoch das Rote Trikot, wenngleich er nur noch acht Sekunden vor Jonas Vingegaard liegt.

## Streckenführung
Nach dem Start in Ribadesella führte die Strecke zunächst auf flachen Straßen über Les Arriondes, Infiesto und Nava in Richtung Westen, ehe die Fahrtrichtung gen Süden drehte und die Fahrer über eine kleine nicht-kategorisierte Steigung nach San Martín del Rey Aurelio leitete. Kurz darauf begann etwa zur Hälfte der Renndistanz die Auffahrt auf die Alto de la Colladiella (848 m), die als Bergwertung der 1. Kategorie klassifiziert worden war und bei Kilometer 75,8 überquert wurde. Nach einer längeren Abfahrt wurde in Figaredo nach 91,3 Kilometern ein Zwischensprint ausgefahren, bei dem auch Zeitbonifikationen für die Gesamtwertung vergeben wurden. Kurz darauf begann die Straße in Pola de Lena erneut zu steigen und führte auf die 5,4 Kilometer lange Alto del Cordal (790 m), die eine durchschnittliche Steigung von 9,2 % aufwies und ebenfalls als Bergwertung der 1. Kategorie galt. Die unrhythmische Auffahrt wies Rampen von bis zu 14 % auf, ehe die Kuppe nach 103,3 Kilometern erreicht wurde. Im Anschluss folgte eine technisch anspruchsvolle Abfahrt, ehe in La Vega der Schlussanstieg auf die Alto de Angliru begann.
Der Angliru galt als Bergwertung der Categoría especial (ESP) und wies auf einer Länge von 12,4 Kilometern eine durchschnittliche Steigung von 9,8 % auf. Bereits auf den ersten vier Kilometern wurden Kilometerschnitte von rund 9 % erreicht, ehe ein rund ein Kilometer langes Flachstück folgte, das den Auftakt zum eigentlichen Anstieg bildete. Auf den letzten rund sieben Kilometern lag die Durchschnittsteigung jenseits der 13 % Marke. Zudem wurden im oberen Bereich Kilometerschnitte von bis zu 18 % erreicht. Rund drei Kilometer vor dem Ziel musste mit dem Abschnitt Cueña Les Cabres eine Rampe von knapp 24 % befahren werden. Rund 400 Meter vor dem Ziel flachte die Straße ab und führte leicht abfallend zum Zielstrich, der sich auf einer Höhe von 1558 Metern befand.
|                             | Ort                    | Kilometer | Länge (km) | Höhe (m) | Ø Steigung |
| --------------------------- | ---------------------- | --------- | ---------- | -------- | ---------- |
| Start                       | Ribadesella            | 0,0       |            |          |            |
| Bergwertung (1. Kategorie)  | Alto de la Colladiella | 75,8      | 7,8        | 848      | 7,1 %      |
| Zwischensprint              | Figaredo               | 91,3      |            |          |            |
| Bonussprint                 | Figaredo               | 91,3      |            |          |            |
| Bergwertung (1. Kategorie)  | Alto del Cordal        | 103,3     | 5,4        | 790      | 9,2 %      |
| Bergwertung (ESP Kategorie) | Alto de Angliru        | 124,4     | 12,4       | 1558     | 9,8 %      |
| Ziel                        | Alto de Angliru        | 124,4     |            |          |            |

## Rennverlauf
Nachdem das Rennen frei gegeben worden war, kam es zu mehreren Angriffen im Hauptfeld. Zunächst setzten sich fünf Fahrer ab, ehe sich nach rund 50 Kilometern eine elf Fahrer umfassende Spitzengruppe formierte. In dieser waren Remco Evenepoel, Mattia Cattaneo (beide Soudal Quick-Step), Paul Ourselin (TotalEnergies), Larry Warbasse, Geoffrey Bouchard (beide AG2R Citroën), Chris Hamilton, Romain Combaud (beide DSM-Firmenich), Jorge Arcas (Movistar), Lorenzo Germani (Groupama-FDJ), Kévin Ledanois (Arkéa-Samsic) und Jarrad Drizners (Lotto Dstny) vertreten. Noch vor dem ersten Anstieg zerfiel die Ausreißergruppe, wobei einzig Lorenzo Germani den beiden Soudal Quick-Step Fahrern folgte, ehe auch er in der Auffahrt der Alto de la Colladiella zurückfiel. Remco Evenepoel führte vor seinem Teamkollegen Mattia Cattaneo über die Bergwertung und baute so seinen Vorsprung in der Sonderwertung weiter aus. Der Vorsprung des Duos betrug rund zweieinhalb Minuten auf das Hauptfeld. Dazwischen befand sich mit rund einer Minute Rückstand der Spanier Marc Soler (UAE Team Emirates), der in der Gesamtwertung auf dem sechsten Rang lag und bereits am ersten Anstieg des Tages angegriffen hatte.
Nach der anschließenden Abfahrt stabilisierte sich die Rennsituation. Während Mattia Cattaneo das Tempo für Remco Evenepoel machte, formierte sich um Marc Soler eine kleine Gruppe in der neben ihm mit Lorenzo Germani und Eduardo Sepúlveda (Lotto Dstny) drei Fahrer vertreten waren, die die Lücke zur Spitze des Rennens jedoch nicht schließen konnten. Noch vor der Alto del Cordal fiel Mattia Cattaneo, der sich den Zwischensprint gesichert hatte, nach getaner Arbeit zurück, womit Remco Evenepoel als Solist an der Spitze des Rennens verblieb. Er überquerte die Bergwertung mit einem Vorsprung von rund zwei Minuten vor dem Hauptfeld, in dem die Mannschaft Bahrain Victorious das Tempo erhöht hatte. Marc Soler und seine Fluchtgefährten wurden unterdessen im Anstieg der Alto del Cordal vom ausgedünnten Peloton gestellt.
Am Fuße der Alto de Angliru betrug der Vorsprung von Remco Evenepoel weniger als zwei Minuten. Der Belgier blieb jedoch bis 5,5 Kilometer vor dem Ziel an der Spitze des Rennens, ehe er als letzter Fahrer der ehemaligen Fluchtgruppe vom Hauptfeld gestellt wurde. Auf den ersten Kilometern des Anstiegs hielt die Bahrain Victorious Mannschaft das Tempo weiter hoch. Marc Soler fiel nach seinem missglückten Fluchtversuch bereits zehn Kilometer vor dem Ziel zurück und verlor viel Zeit im Gesamtklassement. In den ersten steilen Rampen des Angliru griffen Lennert van Eetvelt (Lotto Dstny) und Romain Bardet (DSM-Firmenich) an, konnten sich jedoch nicht entscheidend absetzten. Rund fünf Kilometer vor dem Ziel forcierte Wout Poels (Bahrain Victorious) das Tempo erneut, wodurch Juan Ayuso, João Almeida (beide UAE Team Emirates), Enric Mas (Movistar) und Cian Uijtdebroeks (Bora-hansgrohe) zurückfielen. Mit Sepp Kuss, Jonas Vingegaard und Primož Roglič, sowie Mikel Landa, Santiago Buitrago und Wout Poels verblieben zu diesem Zeitpunkt jeweils drei Fahrer der Mannschaften Jumbo-Visma und Bahrain Victorious an der Spitze des Rennens. Nachdem auch Santiago Buitrago zurückgefallen war, griff Primož Roglič drei Kilometer vor dem Ziel an und setzte sich wenig später mit seinen Teamkollegen Sepp Kuss und Jonas Vingegaard ab. Zwei Kilometer vor dem Ziel konnte der Gesamtführende Sepp Kuss dem Tempo seiner beiden Mannschaftskollegen nicht folgen. Primož Roglič behielt sein Tempo jedoch bei und setzte sich gemeinsam mit Jonas Vingegaard ab. Während Sepp Kuss von Mikel Landa eingeholt wurde, führte Primož Roglič auf die letzten abfallenden Meter und gewann die Etappe zeitgleich vor Jonas Vingegaard. Sepp Kuss setzte sich im Kampf um Platz drei durch, wies im Ziel jedoch einen Rückstand von 19 Sekunden auf. Hinter Wout Poels belegte João Almeida den sechsten Rang mit 58 Sekunden Rückstand. Dahinter folgten Cian Uijtdebroeks und Santiago Buitrago, die eine Minute und 20 Sekunden auf den Etappensieger verloren. Juan Ayuso, der Führende der Nachwuchswertung und erste Verfolger des Jumbo-Visma-Trios, kam eine Sekunde vor Enric Mas als neunter im Ziel an wies jedoch einen Rückstand von einer Minute und 42 Sekunden auf. Alexander Wlassow (Bora-hansgrohe) verlor fast drei Minuten.
In der Gesamtwertung verlor Sepp Kuss weiter an Zeit behielt jedoch die Gesamtführung. Aufgrund der Zeitbonifikationen behielt er das Rote Trikot und lag nun acht Sekunden vor Jonas Vingegaard. Primož Roglič festigte seinen dritten Gesamtrang und lag eine weitere Minute zurück. Juan Ayuso wies als erster Verfolger des Jumbo-Visma-Trios bereits einen Rückstand von vier Minuten auf Sepp Kuss auf, behielt jedoch das weiße Trikot des besten Nachwuchsfahrers. Hinter dem jungen Spanier folgte nun Mikel Landa der zwei Plätze in der Gesamtwertung gut machte und sich vor Enric Mas schob. Auf den Plätzen sieben und acht folgte das Bora-hansgrohe-Duo Cian Uijtdebroeks und Alexander Wlassow vor João Almeida. Da Marc Soler viel Zeitverlor rückte Santiago Buitrago auf den zehnten Gesamtrang vor. In der Bergwertung baute Remco Evenepoel seinen Vorsprung auf Jonas Vingegaard weiter aus und lag nun 40 Punkte vor dem Dänen. Zudem wurde der Belgier zum kämpferischsten Fahrer gewählt. Kaden Groves (Alpecin-Deceuninck) erreichte das Ziel im vorgegebenen Zeitlimit und verteidigte so seine Führung in der Punktewertung. Das Jumbo-Visma Team lag weiterhin an der Spitze der Mannschaftswertung. Als einzige Fahrer erreichte Geoffrey Bouchard die Ziellinie nicht, wodurch noch 149 Fahrer in der Rundfahrt verblieben.

## Ergebnis
| \| Etappenergebnis \| Etappenergebnis \| Etappenergebnis \| Etappenergebnis \| Etappenergebnis \| \| Fahrer \| Fahrer \| Land \| Team \| Zeit \| \| --------------- \| ----------------- \| ------------------ \| ------------------ \| --------------- \| \| 1. \| Primož Roglič \| Slowenien \| Jumbo-Visma \| 3 h 15 min 56 s \| \| 2. \| Jonas Vingegaard \| Dänemark \| Jumbo-Visma \| + 0 s \| \| 3. \| Sepp Kuss \| Vereinigte Staaten \| Jumbo-Visma \| + 19 s \| \| 4. \| Mikel Landa \| Spanien \| Bahrain Victorious \| + 19 s \| \| 5. \| Wout Poels \| Niederlande \| Bahrain Victorious \| + 44 s \| \| 6. \| João Almeida \| Portugal \| UAE Team Emirates \| + 58 s \| \| 7. \| Cian Uijtdebroeks \| Belgien \| Bora-Hansgrohe \| + 1 min 20 s \| \| 8. \| Santiago Buitrago \| Kolumbien \| Bahrain Victorious \| + 1 min 20 s \| \| 9. \| Juan Ayuso \| Spanien \| UAE Team Emirates \| + 1 min 42 s \| \| 10. \| Enric Mas \| Spanien \| Movistar Team \| + 1 min 43 s \| |                   |                    |                    |                 |
| |                   |                    |                    |                 |
| Quelle: ProCyclingStats |                   |                    |                    |                 |
| Etappenergebnis |                   |                    |                    |                 |
| Fahrer | Fahrer            | Land               | Team               | Zeit            |
| 1. | Primož Roglič     | Slowenien          | Jumbo-Visma        | 3 h 15 min 56 s |
| 2. | Jonas Vingegaard  | Dänemark           | Jumbo-Visma        | + 0 s           |
| 3. | Sepp Kuss         | Vereinigte Staaten | Jumbo-Visma        | + 19 s          |
| 4. | Mikel Landa       | Spanien            | Bahrain Victorious | + 19 s          |
| 5. | Wout Poels        | Niederlande        | Bahrain Victorious | + 44 s          |
| 6. | João Almeida      | Portugal           | UAE Team Emirates  | + 58 s          |
| 7. | Cian Uijtdebroeks | Belgien            | Bora-Hansgrohe     | + 1 min 20 s    |
| 8. | Santiago Buitrago | Kolumbien          | Bahrain Victorious | + 1 min 20 s    |
| 9. | Juan Ayuso        | Spanien            | UAE Team Emirates  | + 1 min 42 s    |
| 10. | Enric Mas         | Spanien            | Movistar Team      | + 1 min 43 s    |

## Gesamtstände
| \| Gesamtwertung \| Gesamtwertung \| Gesamtwertung \| Gesamtwertung \| Gesamtwertung \| \| Fahrer \| Fahrer \| Land \| Team \| Zeit \| \| ------------- \| ----------------- \| ------------------ \| ------------------ \| ---------------- \| \| 1. \| Sepp Kuss \| Vereinigte Staaten \| Jumbo-Visma \| 60 h 34 min 21 s \| \| 2. \| Jonas Vingegaard \| Dänemark \| Jumbo-Visma \| + 8 s \| \| 3. \| Primož Roglič \| Slowenien \| Jumbo-Visma \| + 1 min 08 s \| \| 4. \| Juan Ayuso \| Spanien \| UAE Team Emirates \| + 4 min 00 s \| \| 5. \| Mikel Landa \| Spanien \| Bahrain Victorious \| + 4 min 16 s \| \| 6. \| Enric Mas \| Spanien \| Movistar Team \| + 4 min 30 s \| \| 7. \| Cian Uijtdebroeks \| Belgien \| Bora-Hansgrohe \| + 6 min 43 s \| \| 8. \| Alexander Wlassow \| Neutrales Banner \| Bora-Hansgrohe \| + 7 min 38 s \| \| 9. \| João Almeida \| Portugal \| UAE Team Emirates \| + 9 min 26 s \| \| 10. \| Santiago Buitrago \| Kolumbien \| Bahrain Victorious \| + 11 min 26 s \| |                   |                    |                    |                  |
| |                   |                    |                    |                  |
| Quelle: ProCyclingStats |                   |                    |                    |                  |
| Gesamtwertung |                   |                    |                    |                  |
| Fahrer | Fahrer            | Land               | Team               | Zeit             |
| 1. | Sepp Kuss         | Vereinigte Staaten | Jumbo-Visma        | 60 h 34 min 21 s |
| 2. | Jonas Vingegaard  | Dänemark           | Jumbo-Visma        | + 8 s            |
| 3. | Primož Roglič     | Slowenien          | Jumbo-Visma        | + 1 min 08 s     |
| 4. | Juan Ayuso        | Spanien            | UAE Team Emirates  | + 4 min 00 s     |
| 5. | Mikel Landa       | Spanien            | Bahrain Victorious | + 4 min 16 s     |
| 6. | Enric Mas         | Spanien            | Movistar Team      | + 4 min 30 s     |
| 7. | Cian Uijtdebroeks | Belgien            | Bora-Hansgrohe     | + 6 min 43 s     |
| 8. | Alexander Wlassow | Neutrales Banner   | Bora-Hansgrohe     | + 7 min 38 s     |
| 9. | João Almeida      | Portugal           | UAE Team Emirates  | + 9 min 26 s     |
| 10. | Santiago Buitrago | Kolumbien          | Bahrain Victorious | + 11 min 26 s    |

| Punktewertung | Punktewertung       | Punktewertung      | Punktewertung         | Punktewertung |
| Fahrer        | Fahrer              | Land               | Team                  | Punkte        |
| ------------- | ------------------- | ------------------ | --------------------- | ------------- |
| 1.            | Kaden Groves        | Australien         | Alpecin-Deceuninck    | 228 P.        |
| 2.            | Remco Evenepoel     | Belgien            | Soudal Quick-Step     | 152 P.        |
| 3.            | Jonas Vingegaard    | Dänemark           | Jumbo-Visma           | 120 P.        |
| 4.            | Primož Roglič       | Slowenien          | Jumbo-Visma           | 112 P.        |
| 5.            | Andreas Kron        | Dänemark           | Lotto Dstny           | 111 P.        |
| 6.            | Sepp Kuss           | Vereinigte Staaten | Jumbo-Visma           | 106 P.        |
| 7.            | Marc Soler          | Spanien            | UAE Team Emirates     | 97 P.         |
| 8.            | Juan Ayuso          | Spanien            | UAE Team Emirates     | 97 P.         |
| 9.            | Lennard Kämna       | Deutschland        | Bora-Hansgrohe        | 85 P.         |
| 10.           | Marijn van den Berg | Niederlande        | EF Education-EasyPost | 85 P.         |

| Bergwertung | Bergwertung       | Bergwertung        | Bergwertung        | Bergwertung |
| Fahrer      | Fahrer            | Land               | Team               | Punkte      |
| ----------- | ----------------- | ------------------ | ------------------ | ----------- |
| 1.          | Remco Evenepoel   | Belgien            | Soudal Quick-Step  | 91 P.       |
| 2.          | Jonas Vingegaard  | Dänemark           | Jumbo-Visma        | 51 P.       |
| 3.          | Michael Storer    | Australien         | Groupama-FDJ       | 39 P.       |
| 4.          | Romain Bardet     | Frankreich         | Team DSM-Firmenich | 35 P.       |
| 5.          | Primož Roglič     | Slowenien          | Jumbo-Visma        | 33 P.       |
| 6.          | Sepp Kuss         | Vereinigte Staaten | Jumbo-Visma        | 33 P.       |
| 7.          | Eduardo Sepúlveda | Argentinien        | Lotto Dstny        | 23 P.       |
| 8.          | Jesús Herrada     | Spanien            | Cofidis            | 22 P.       |
| 9.          | Andreas Kron      | Dänemark           | Lotto Dstny        | 20 P.       |
| 10.         | Marc Soler        | Spanien            | UAE Team Emirates  | 15 P.       |

| Nachwuchswertung | Nachwuchswertung  | Nachwuchswertung | Nachwuchswertung   | Nachwuchswertung  |
| Fahrer           | Fahrer            | Land             | Team               | Zeit              |
| ---------------- | ----------------- | ---------------- | ------------------ | ----------------- |
| 1.               | Juan Ayuso        | Spanien          | UAE Team Emirates  | 60 h 38 min 21 s  |
| 2.               | Cian Uijtdebroeks | Belgien          | Bora-Hansgrohe     | + 2 min 43 s      |
| 3.               | João Almeida      | Portugal         | UAE Team Emirates  | + 5 min 26 s      |
| 4.               | Santiago Buitrago | Kolumbien        | Bahrain Victorious | + 7 min 26 s      |
| 5.               | Remco Evenepoel   | Belgien          | Soudal Quick-Step  | + 33 min 38 s     |
| 6.               | Einer Rubio       | Kolumbien        | Movistar Team      | + 39 min 49 s     |
| 7.               | Attila Valter     | Ungarn           | Jumbo-Visma        | + 51 min 34 s     |
| 8.               | Antonio Tiberi    | Italien          | Bahrain Victorious | + 52 min 35 s     |
| 9.               | Lenny Martinez    | Frankreich       | Groupama-FDJ       | + 1 h 06 min 06 s |
| 10.              | Finn Fisher-Black | Neuseeland       | UAE Team Emirates  | + 1 h 31 min 42 s |

| Mannschaftswertung | Mannschaftswertung    | Mannschaftswertung           | Mannschaftswertung |
| Team               | Team                  | Land                         | Zeit               |
| ------------------ | --------------------- | ---------------------------- | ------------------ |
| 1.                 | Jumbo-Visma           | Niederlande                  | 181 h 09 min 29 s  |
| 2.                 | UAE Team Emirates     | Vereinigte Arabische Emirate | + 24 min 35 s      |
| 3.                 | Bora-Hansgrohe        | Deutschland                  | + 31 min 01 s      |
| 4.                 | Bahrain Victorious    | Bahrain                      | + 37 min 56 s      |
| 5.                 | Movistar Team         | Spanien                      | + 2 h 07 min 11 s  |
| 6.                 | TotalEnergies         | Frankreich                   | + 3 h 00 min 56 s  |
| 7.                 | Groupama-FDJ          | Frankreich                   | + 3 h 09 min 25 s  |
| 8.                 | Soudal Quick-Step     | Belgien                      | + 3 h 20 min 27 s  |
| 9.                 | Astana Qazaqstan Team | Kasachstan                   | + 3 h 33 min 41 s  |
| 10.                | Lidl-Trek             | Vereinigte Staaten           | + 3 h 36 min 44 s  |

## Ausgeschiedene Fahrer
- Geoffrey Bouchard (AG2R Citroën Team): erreichte das Ziel der Etappe nicht[4]